# Giuliano Avanzini
Giuliano Avanzini (Milano, 26 febbraio 1937) è un medico e neurofisiologo italiano, noto soprattutto nell'ambito dell'epilettologia.

## Biografia
Dopo la laurea, all'Università degli Studi di Milano, in Medicina e Chirurgia nel 1961 e la specializzazione in Clinica delle Malattie nervose e mentali nel 1964, lavora alle Università degli Studi di Parma e di Milano per poi spostarsi, nel 1968, all'Istituto Nazionale Neurologico "Carlo Besta" di Milano. Nel 1971 ottiene la cattedra in Clinica delle Malattie nervose e mentali. Dal 1983 è primario del Servizio di Neurofisiologia Sperimentale ed Epilettologia e, dal 1992, del Servizio di Neurofisiopatologia; dal 2004 è primario emerito.
Nella sua attività di ricerca si è occupato di fisiologia del sistema nervoso con particolare riguardo ai grandi sistemi sensitivi, al suo sviluppo e maturazione e alla rappresentazione cerebrale delle attività musicali. Ha effettuato numerosi studi sull'epilessia con particolare riguardo ai fattori genetici e ai meccanismi cellulari e molecolari che la determinano.
Dal 1987 al 1990 è stato presidente della "Lega Italiana contro l'Epilessia" dopo esserne stato segretario dal 1979 e dal 2001 al 2005 presidente della "International League against Epilepsy" dopo esserne stato vicepresidente dal 1993 al 1997 e tesoriere dal 1997 al 2001.
Oltre a pubblicazioni e libri di carattere specialistico, tra le sue opere sono comprese il libro "Le epilessie" ed il saggio critico argomentativo Il male dell'anima, scritto in collaborazione con Baroukh Assael.

## Riconoscimenti
- 2000 Annual Epilepsy Research Award della American Epilepsy Society[5]
- 2006 European Epileptology Award della International League against Epilepsy[6]

## Opere
- Giuliano Avanzini, Bruno Ambrosi, Le epilessie, Milano, Masson Italia, 1983, ISBN 88-214-1700-X.
- Giuliano Avanzini, Baroukh Assael, Il male dell'anima: l'epilessia fra '800 e '900, Roma-Bari, Laterza, 1997, ISBN 88-420-5259-0.
- Giuliano Avanzini, Jeffrey Noebels, Genetics of Epilepsy and Genetic Epilepsies, Montrouge, John Libbey Eurotext, 1999, ISBN 978-2-7420-0752-3.
- Giuliano Avanzini, Filogenesi e ontogenesi della musica. La musica nell'evoluzione delle specie animali e nello sviluppo umano, Milano, FrancoAngeli, 2012, ISBN 88-204-1130-X.